# Otylia Gwiaździńska
Otylia Gwiaździńska (ur. 12 grudnia 1929 w Mikulińcach, zm. 20 października 2013) – polska rolniczka, poseł na Sejm PRL VII kadencji.

## Życiorys
Uzyskała wykształcenie podstawowe. W 1946 przyjechała wraz z rodzicami do Polski (do Kadłubi, gdzie uprawiała gospodarstwo – pierwotnie wraz z rodzicami, a następnie samodzielnie). Była założycielką koła Ligi Kobiet w Kadłubi, gdzie pełniła także funkcje sołtysa oraz prezesa koła Zjednoczonego Stronnictwa Ludowego. Zasiadała w komitecie Frontu Jedności Narodu w gminie Żary. Była także radną Gminnej Rady Narodowej w Żarach oraz opiekunem społecznym. W 1976 uzyskała mandat posła na Sejm PRL w okręgu Zielona Góra. Zasiadała w Komisji Budownictwa i Przemysłu Materiałów Budowlanych oraz w Komisji Spraw Wewnętrznych i Wymiaru Sprawiedliwości.